# بروك أستور
بروك أستور (بالإنجليزية: Brooke Astor)‏‏ (30 مارس 1902 في بورتسموث - 13 أغسطس 2007 في مقاطعة ويستتشستر، نيويورك) روائية، ونجمة اجتماعية، وكاتِبة من الولايات المتحدة.

## الجوائز
- الميدالية الوطنية للفنون[12]
- ميدالية المواطنون الرئاسية  [لغات أخرى]‏
- وسام الحرية الرئاسي
- زميل الأكاديمية الأمريكية للفنون والعلوم

## روابط خارجية
- بروك أستور على موقع الموسوعة البريطانية (الإنجليزية)
- بروك أستور على موقع إن إن دي بي (الإنجليزية)